# عبدو دياكاتي
عبدو دياكاتي (بالفرنسية: Abdou Diakhate)‏ هو لاعب كرة قدم سنغالي في مركز الوسط، ولد في 31 ديسمبر 1998 في داكار في السنغال. لعب مع فيورنتينا.

## وصلات خارجية
- عبدو دياكاتي على موقع قاعدة بيانات كرة القدم.إي يو (الإنجليزية)
- عبدو دياكاتي على موقع قاعدة بيانات كرة القدم.إي يو (الإنجليزية)
- عبدو دياكاتي على موقع Soccerway.com (الإنجليزية)
- عبدو دياكاتي على موقع AS.com (الإسبانية)